# اولریش روت (بازیکن هندبال)
اولریش روت (آلمانی: Ulrich Roth؛ زادهٔ ۱۵ فوریه ۱۹۶۲) بازیکن هندبال اهل آلمان است.
وی در مسابقات کشوری و بین‌المللی در مجموع برندهٔ ۱ مدال نقره شده‌است.